# 丸山市郎

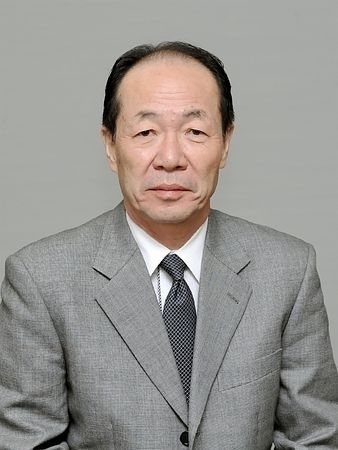
外務省より公表された公式肖像画像

丸山 市郎（まるやま いちろう、ビルマ語: အိချီရို မာရုယာမ、1953年 - ）は、日本の外交官。外務省外交政策調整官等を経て、2018年から2024年までの駐ミャンマー特命全権大使。上月豊久駐ロシア大使の離任後は、現職の日本大使のうち最も在任期間が長く、平成時代に任命された唯一の大使となっていた。

## 人物・経歴
宮城県仙台市出身。宮城県仙台第二高等学校を経て、1978年中央大学経済学部卒業、専門職職員として外務省入省。ミャンマーの専門家となり、当時のラングーン外国語研修所で二年間のビルマ語研修を受け、1981年から1985年まで当時の在ビルマ日本国大使館に在勤し、1992年、2002年にもそれぞれ在ミャンマー日本国大使館に赴任。
外務省総合外交政策局外交政策調整官、外務省総合外交政策局安全保障政策課海上安全保障政策室長等を経て、2011年在ミャンマー日本国大使館参事官。在緬大使不在時の2014年4月24日には、臨時代理大使を務める丸山が、カン・ゾー国家計画・経済開発大臣臨席の下、レイ・レイ・テイン国家計画・経済開発副大臣との間で総額59億6800万円（当時の為替レートで約5790万米ドルに相当）を限度とする3件の無償資金協力に関する交換公文に署名している。
ミャンマーの国家顧問であるアウンサンスーチーと近く、異例の人事により公使参事官としての定年延長などを経て、2018年3月から駐ミャンマー特命全権大使を務めている。旧ビルマ時代も含めると、ミャンマーでの在外勤務はこれが5回目となる。

## 駐緬大使として
2018年3月29日、駐緬大使としてヤンゴンに着任。同年5月3日、ウィンミン大統領に信任状を捧呈した。
丸山が駐緬大使として在任中の2020年3月23日、ミャンマーで初めて新型コロナウイルス感染者が確認され、3月28日に外務省が全ての外国人に対する各種入国査証（ビザ）の発給を停止することを発表し、3月29日には運輸通信省民間航空局が国際商用旅客航空便の空港への着陸禁止措置を発表した。これによりミャンマー在留日本人が現地に取り残されて帰国難民化するのではないかと懸念されていたが、丸山大使を筆頭とする日本国大使館が全日本空輸（ANA）と協同でミャンマー政府と交渉した結果、ヤンゴン発成田行のNH814便を予定通り運航する許可を勝ち取った。
2021年2月1日、ミン・アウン・フライン上級大将が実権を握る国軍がウィンミン大統領とアウンサンスーチー国家最高顧問を筆頭とする与党国民民主連盟（NLD）の幹部を一斉に逮捕した後、国権掌握を宣言して非常事態宣言を発出（いわゆる2021年ミャンマークーデター）。この事実上のクーデターを受けてミャンマー市民は最大都市ヤンゴンなどで連日反軍政デモを行い、2月20日にはヤンゴン市内にある日本国大使館前でも抗議の声を挙げたが、丸山大使は大使館の敷地内に閉じ籠らずデモ隊との直接対話に応じ、ビルマ語で「皆様の要請文は責任を持って日本政府に提出する」と約束した上で、日本側も軍政に対してアウンサンスーチーとウィンミンを含む全ての政治家の釈放と平和的かつ民主的な解決を求めていることを述べた。
デモ隊と約束した通り、丸山大使が国軍の任命したワナ・マウン・ルイン外相との会談を通じて諸々の申し入れを行った事実を2021年3月8日の夜に在ミャンマー日本国大使館が公式フェイスブック上で公開したところ、反軍政派のミャンマー市民は日本国大使館が民主的な手続きを経ずに外務大臣に就任したワナ・マウン・ルインを「外相」と呼んだことを問題視して、「外相と認めてはいけない」「修正を求める」などのコメントを多数寄せた。

### ミン・アウン・フライン上級大将との会談
2018年7月30日、丸山大使はネピドーのバインナウン邸（ビルマ語: ဘုရင့်နောင်ရိပ်သာ、英語: Bayint Naung Guesthouse / Bayintnaung Villa）を訪問してミン・アウン・フライン上級大将と会談。自衛隊とミャンマー国軍の関係強化や、日本のミャンマーに対する経済支援、ラカイン州ブティダウン・マウンドー地域の問題解決に向けた日本の援助、ミャンマーで起こっている事態を正しく国際社会に伝えるための要件などについて協議した。
2018年8月28日、丸山大使はネピドーのバインナウン邸を訪問して応接室でミン・アウン・フライン上級大将と会談。ラカイン州で発生した問題に関する日本からの支援や、全国停戦協定（NCA）を受け入れてミャンマー国軍と和睦した地域の開発と支援、日緬関係や自衛隊と国軍の関係の強化などが主な議題となり、この会談には日本大使館の関係者やソー・トゥット中将ら国軍の将校が同席した。
2019年4月21日、丸山大使はネピドーのバインナウン邸を訪問して応接室でミン・アウン・フライン上級大将と会談。ラカイン州ブティダウン・マウンドー地域で発生した問題に対してミャンマー政府と国軍が尽力している旨を国際場裡で共有できるよう日本が支援すること、ベンガル問題（いわゆる「ロヒンギャ」問題）に関する独立調査委員会（ICOE）を設置することなどについて意見交換が行われ、この会談には日本大使館の関係者やソー・トゥット中将ら国軍の将校が同席した。
2020年3月18日、丸山大使はネピドーのバインナウン邸を訪問して応接室でミン・アウン・フライン上級大将と会談。国には政治と治安の安定が必要不可欠であること、各国がそれぞれの国に適した形で民主主義を実践する必要があること、独立調査委員会（ICOE）の報告に対する取り組み、ミャンマーの内戦終結に向けた国軍の尽力などについて胸襟を開いて話し合われ、この会談には日本大使館の多久島容子一等書記官やイェー・ウィン・ウー中将ら国軍の将校が同席した。
2021年2月1日にミャンマーで事実上のクーデターが遂行された後、丸山大使とミン・アウン・フライン上級大将の間で公式の会談は持たれていないが、2月5日に開かれた記者会見で茂木敏充外務大臣が「日本は国軍を含めミャンマー側にさまざまな意思疎通のルートを持っている。民主的な政治体制が早期に回復されることを国軍に強く求めていく」と述べており、丸山大使がミン・アウン・フライン上級大将と非公式で接触ないし接触を模索していることが示唆された。
2024年9月末、大使を退任。日本政府は軍事政権を承認していないため、後任の大使を任命せず、臨時代理大使の吉武将吾がが大使館トップを務める。